# SiSi

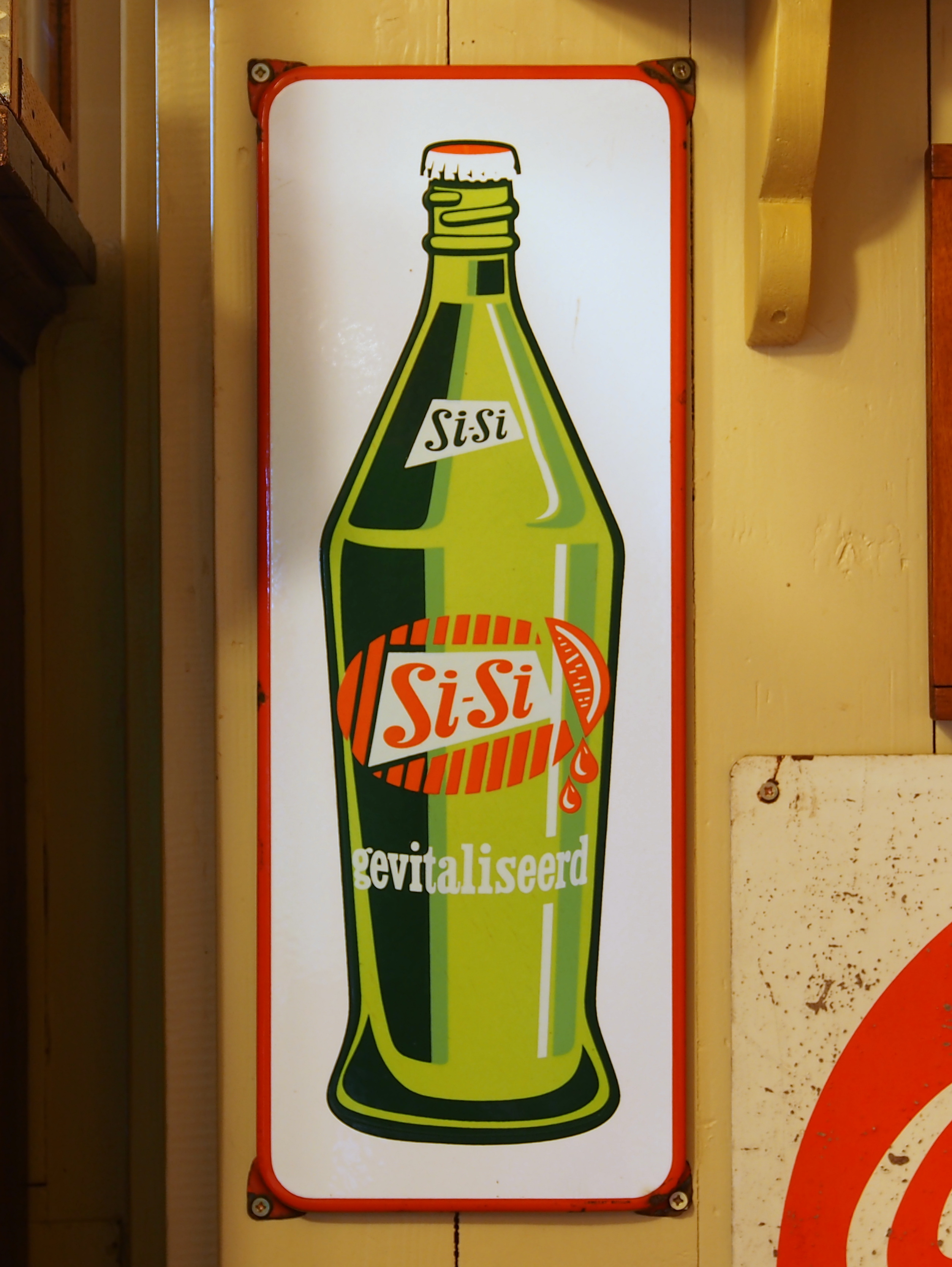
emaille reclamebord met afbeelding van de gezinfles Si-Si (circa 1960).

SiSi (oorspronkelijk: Si-Si) is de merknaam van een frisdrank, die sinds mei 1951 geproduceerd wordt door Vrumona in Bunnik.

## Geschiedenis
In 1937 lanceerde N.V. Distilleerderij en Likeurstokerij v/h Wed. C.J. Becht & Zonen (Bergen op Zoom) een koolzuurhoudende sinaasappellimonade genaamd Si-Si. George Frederik Martinus Becht (1881–1949), de directeur-eigenaar van genoemd bedrijf, had één jaar eerder al een koolzuurhoudende grapefruitlimonade op de markt gebracht onder de naam Ja-Ja. De naam Si-Si was een vertaling van de naam Ja-Ja. Begin 1951 stelde Cornelis Jacques Gerardus Becht (1917–2016), die na de dood van zijn vader de scepter zwaaide over het familiebedrijf, het merk Si-Si ter beschikking aan het nieuwe frisdrankenproductiebedrijf Vrumona, waarvan hij zojuist benoemd was tot een van de twee directeuren. In 1955 lijfde Vrumona het bedrijf Becht & Zonen in, waarmee het merk Si-Si eigendom werd van Vrumona.
Tussen 1951 en 1969 heeft Si-Si een aantal zustermerken gekend, te weten Cas-Si (zwartebessenlimonade, oftewel cassis), Ceri-Se (kersenlimonade, oftewel cerise) en Grapy (grapefruitlimonade). In 1969 werd de merknaam Si-Si gewijzigd in SiSi. Vervolgens werden de zustermerken eveneens onder de SiSi-paraplu gebracht: Cas-Si werd SiSi Cassis, Ceri-Se werd SiSi Cerise en Grapy werd SiSi Grapefruit. In 1987 werden deze laatste drie smaken weer onder de SiSi-paraplu vandaan gehaald en heruitgebracht onder de merknaam Royal Club. 

## Reclame
In 1957 trad cabaretier Wim Sonneveld voor Radio Luxembourg op als de Amsterdamse marktkoopman in sinaasappelen Ome Daan de Si-Si-liaan. Deze radio-uitzendingen werden uiteraard betaald door Vrumona. Uit de koker van reclamebureau Van Maanen (Amsterdam) kwam de leus dat Si-Si gevitaliseerd was (1958), een begrip dat tot 1969 ook op alle 75 cl gezinsflessen van Si-Si stond gelithografeerd (en tot 1970 eveneens op alle kleine horecaflesjes). Het begrip gevitaliseerd klonk heel gezond en uiterst veelbelovend maar betekende feitelijk niets. Overigens was het begrip gevitaliseerd eerder al gebruikt in enkele reclamecampagnes voor de bekende Liga-kinderbiscuits (1943–1947). In 1972 en 1973 trad het duo Johnny & Rijk (Johnny Kraaijkamp en Rijk de Gooyer) op in enkele televisiereclamespotjes voor SiSi. Vanaf 1990 hanteerde Vrumona voor SiSi de reclameslogan Take it easy, take a SiSi en werd in televisiecommercials en bij promotieacties veelvuldig gebruik gemaakt van de driewielige Piaggio Ape. In de meer dan vijftien jaar dat dit voertuig figureerde in de reclamecampagnes van SiSi, verwierf het onder grote groepen Nederlanders de bijnaam SiSi-kar. In 2017 werd de SiSi-kar door Vrumona weer van stal gehaald voor een televisiecommercial met sprinter Churandy Martina.